# 騎士&魔法
《騎士&魔法》是天酒之瓢著作的日本輕小說作品。最初是發表於小說投稿網站《成為小說家吧》的網路連載小說。由主婦之友社出版，插畫為黑銀。曾獲得了2014年第三屆店員最愛輕小說大賞的第二名。2017年7月2日起由東京都會電視台、京都放送等電視台播出。

## 概要
2013年開始由主婦之友社出版。2016年5月總計賣出40萬4000本。
2016年4月在《YOUNG GANGAN》連載漫畫，由加藤拓貳作畫。
2016年9月決定改編為動畫。
2017年7月2日起由東京都會電視台、京都放送等電視台播出電視動畫。

## 故事簡介
因為交通事故而過世的機械人宅及天才程式設計師倉田翼，其靈魂轉生到了一個以「幻晶騎士」為主要戰力的異世界。轉生之後依然對機械人充滿熱情的他，決定要製作屬於自己的幻晶騎士。

## 登場角色

### 銀鳳騎士團
艾爾涅斯帝·埃切貝里亞（聲：高橋李依）
作品男主角。通稱「艾爾」，轉生之前原本是在日本工作的天才程式設計師「倉田翼」。是個機器人宅，為了成為能駕駛幻晶騎士的騎士而努力著。
雖為男性，但因為有著美形的外貌常被誤認為女性。年幼時更因此被冠上「圖書館的公主」的外號。
自從知道幻晶騎士的存在後便一心想成為騎操士，為此而從小就接受父親的劍術指導與母親的魔法指導，了解魔法術式的編寫後更利用前世的程式設計師技能加以改編。
由於使用著自己改編的魔法並從小就刻苦訓練，使魔力量和魔法演算能力都出類拔萃，這令他不需依靠魔導演算機、光靠自己的腦袋運算就能操作幻晶騎士對戰魔獸。實際上，他的魔法能力甚至能以肉身對抗決鬥級（以幻晶騎士對抗為基本）魔獸，然而一旦讓他駕駛幻晶騎士出擊，無論是哪種型號都能發出超常戰力，「陸皇龜事件」中就曾駕駛舊世代的古耶爾對抗理論上必須要以三百架幻晶騎士聯手對抗的師團級魔獸。
銀鳳騎士團成立後成為團長，在安布羅斯授權下擁有國王級的最高指揮權，也因此讓銀鳳變成了無人能管的暴衝騎士團，令新任國王的里奧塔莫思頭痛不已。由於屢立戰功而成為國內無人不知的名人，變成傳說一樣的人物，但是因為對貴族頭銜與領地沒興趣，因此仍是一個平民。
於第九卷和亞蒂結婚。
倉田翼（聲：阪口大助）
能幹的程式設計師，重度機器人宅。在購買新的塑膠模型回家時遭遇事故，之後轉生成了艾爾。
阿奇德·歐塔（聲：菅原慎介、東內麻里子（幼少期））
通稱「奇德」，亞黛爾楚的雙胞胎哥哥。入學以前與正在進行鍛鍊的艾爾相遇，並為他強大的才能感到佩服。
艾爾的弟子，自相遇以來就被艾爾訓練劍術與魔法，擅長強力的魔法。
銀鳳騎士團成立後成為團長輔佐。在援救埃莉諾時立下騎士的誓言，發誓要永遠守護埃莉諾，成為埃莉諾的騎士。
亞黛爾楚·歐塔（聲：大橋彩香）
通稱「亞蒂」，阿奇德的雙胞胎妹妹。與哥哥一樣對艾爾的才能感到佩服。
艾爾的弟子，自相遇以來就被艾爾訓練劍術與魔法。擅長需要精細控制的魔法。喜歡可愛的東西，因此常常把長相可愛的艾爾當作玩偶一樣抱著。
波特薩爾的事件時被艾爾救出，此後對艾爾的好感轉變為戀情。
銀鳳騎士團成立後成為團長輔佐。

### 萊西亞拉騎操士學園
艾德加·C·布蘭雪（聲：內匠靖明）
騎操士學科的學長。對艾爾的才能感到佩服。與迪特里希以及海薇為同一期的騎操士，亦是當期的最優秀騎士，
陸皇龜之戰中學院騎士方的三位倖存者之一。
銀鳳騎士團成立之後成為艾爾的下屬，擔任第一中隊隊長而活躍。而其第一中隊皆與中隊長一樣擅長防守戰，機體配備都採用相同的盾裝的手臂追加裝備，被他人稱為守護（肉盾）部隊。
迪特里希·庫尼茲（聲：興津和幸）
騎操士學科的學長。對艾爾的才能感到佩服。與艾德加以及海薇為同一期的騎操士。
陸皇龜之戰中學院騎士方的三位倖存者之一。
在學期間作為騎操士也屬於極為優秀的一人，不過因為個性上過於神經質因此導致成績時好時壞，而本人亦沒有面對自己的缺失時常將失誤歸咎於他人。在與陸皇龜作戰時因承受不住壓力而逃跑，卻被艾爾強行奪機並且被迫重回戰場，是唯一親眼見證了艾爾以超乎常人的技術，單機對抗陸皇龜的證人。「陸皇龜事件」後對於艾爾的能力感到憧憬，並且對於捨棄隊友及放棄騎士職責的自己感到羞愧，在一番自我檢討後成為一個真正的獨當一面的騎士。
銀鳳騎士團成立之後成為艾爾的下屬，擔任第二中隊隊長而活躍。而其第二中隊皆與中隊長一樣擅長突擊，機體配備都採用不拿盾牌的重武裝集團，被他人稱為突擊（圍毆）部隊。
海薇·奧柏里（聲：伊藤靜）
騎操士學科的學姐。對艾爾的才能感到佩服。與艾德加以及迪特里希為同一期的騎操士。
陸皇龜之戰中學院騎士方的三位倖存者之一。
銀鳳騎士團成立之後成為艾爾的下屬，擔任第三中隊隊長而活躍。而其第三中隊是一群以好奇新事物為主的人集合而成，全面採用新型的人馬騎士擔任運輸部隊的工作，在收到出征命令時會以貨車迅速而確實的將第一第二部隊運送至現場，而卸下貨車之後可作為騎兵作戰。
巴特森·泰莫寧（聲：藤原夏海）
鍛鐵屋的兒子。對艾爾的才能感到佩服。
在艾爾的教唆之下製造了許多新型甚至是跨時代的裝備，包跨艾爾使用的魔杖「溫切斯特」、奇德與亞蒂的魔杖刃「甘狄拔」、幻晶甲冑以及一系列甲冑用裝備。
斯特凡妮婭·塞拉帝（聲：千本木彩花）
奇德與亞蒂的異母姐姐，萊西亞拉騎操士學園的學生會長，塞拉帝侯爵家的長女。對艾爾的才能感到佩服，與亞蒂一樣喜歡可愛的東西，所以常把艾爾抱在懷裡。
波特萨尔·塞拉帝
奇德與亞蒂的異母哥哥、斯特凡妮婭的弟弟。作為侯爵家的次子無法繼承家業，因此選擇成為了騎士期望能加入領地內的绯犀騎士團。因害怕具有高超實力的奇德與亞蒂會奪取自己的機會，綁架了亞蒂並且利用其作為威脅以決鬥之名打壓奇德，最後因艾爾救出亞蒂而失敗。
事件曝光後被侯爵家強行休學。並且為了指正其劣根性，「如願以償」的被侯爵送到绯犀騎士團重新進行嚴格的再教育。
達維·霍普肯（聲：伊丸岡篤）
艾爾的前輩。以鍛造師為目標的矮人青年。在學園被稱作「老大」，受到學生們的信賴。
勞里·埃切貝里亞（聲：池田勝）
艾爾的祖父，萊西亞拉騎操士學園的學園長。經常會被艾爾那超越常識的野望給壓倒。
馬提斯·埃切貝里亞（聲：天神英貴）
艾爾的父親，萊西亞拉騎操士學園的戰鬥技能教官。對夢想成為騎操士的年幼的艾爾進行劍術的指導。
瑟莉緹娜·埃切貝里亞（聲：大原沙耶香）
艾爾的母親，艾爾的銀色頭髮和美麗容貌便是遺傳自母親。性格穩重，溫柔地守護着艾爾的成長。

### 弗雷梅維拉王國
安布羅斯·塔哈沃·弗雷梅維拉（聲：菅生隆之、竹內良太（青年期））
弗雷梅維拉王國第10代國王。過去被稱作「獅子王」的武人，武藝與駕駛騎士的技術都可稱做超一流的水準，被百姓愛戴亦被眾貴族信賴的名君，是勞里的舊友。過去在登基前是一個令周圍隨從傷透腦筋的理想家，頂著王子的頭銜到處引發各式騷動，還曾經在擔任將軍時不顧身份及安危的帶頭衝鋒挑戰魔獸群。
登上王位後性格比起以往來個穩重許多，然而與艾爾的相遇卻讓其開始重拾了年輕時的玩心，因對艾爾設計的新型機感興趣而將「魔力轉換爐」的製作方法為餌要求他製造最棒的騎士。
「卡札德修事變」後為了保障艾爾的安全與讓其自由發揮的場所，設立了以艾爾為團長的「銀鳳騎士團」。於小說第三卷、動畫第七集傳位於兒子里奧塔莫思·哈爾斯·弗雷梅維拉。
里奧塔莫思·哈爾斯·弗雷梅維拉（聲：相馬康一）
弗雷梅維拉王國第11代國王。安布羅斯之子、埃姆里思之父，但與兩人不同，並非武人而是走穩健派的管理方式。於小說第三卷、動畫第七集登基。
對於安布羅斯所指派的銀鳳騎士團有著相當大的期許，但同時也對於這支經常失控暴衝的騎士團相當擔憂，深怕某天這支騎士團會引發將顛覆全國的大事件。
克努特·迪斯寇德（聲：土師孝也、間島淳司（青年期））
弗雷梅維拉王國公爵，手下擁有朱兔騎士團。
從年輕時起就是身為安布羅斯的心腹侍奉在旁的重臣，年經時為了阻止安布羅斯的暴衝與收拾善後而費了許多精力，雖然本人毫不知覺但是暗地裡卻被別人稱為「馴獸師」。
喬基姆·塞拉帝（聲：木下浩之）
弗雷梅維拉王國侯爵。奇德、亞蒂、斯特凡妮婭等人的父親，統領著一塊雖然不大卻極為富饒的領地，擔當著王國穀倉的重任。領地與大樹海相鄰，領地內掌握著緋犀騎士團。
沉着冷靜的人物，一度監視着艾爾的動向，而在認定了艾爾的對於國家不但沒有威脅而且還是能促使其成長的人才後，安心的讓奇德與亞蒂持續與他交往。
諾拉·弗克貝里（聲：加隈亞衣）
萊西亞拉騎操士學園的新生。真實身份是藍鷹騎士團的聯絡要員，暗中負責維持學園內的治安。
埃姆里思·耶爾·弗雷梅維拉（聲：小野大輔）
安布羅斯的孫子。雖生為王族，卻有着血氣方剛的破天荒性格，被公認為最像安布羅斯的子孫。對艾爾的新型機有着非同尋常的興趣。
蓋斯卡·約翰森（聲：麥人）
國立機操開發研究工房的第一開發工房長。由於長時間的停滯而磨耗了自己對於鍛造的熱情，在完成達修後一度以為自己走到了鍛造師的巔峰，然而在模擬戰中看到了澤多爾各的能力與各種新式裝備後又再度燃起了熱情與驕傲。領導着騎操鍛造師們，開始積極的進行將艾爾的各個粗糙模擬機的優化改良作業。
歐法·布羅姆達爾（聲：松岡禎丞）
國立機操開發研究工房的所長。以與外表不相稱的沉穩性格，領導着騎操鍛造師們。
亞爾芙之民，擔當森都的衛使與外界交流，有著調動守衛森都的騎士團「阿爾馮斯」的權限。
綺里·基爾約蘭塔（聲：潘惠子）
統治森都的大長老之一。在亞爾芙之民的習俗下就任為首領，平常很重視思索的時間。

### 甲羅武德王國
凱希爾·歇塔康那（聲：井上喜久子）
銅牙騎士團團長，雖然是個女性，但也是個一流的騎操士，是一個周身瀰漫着冰冷氣氛的美女大姐姐。30多歲。相當看不起弗雷梅維拉王國的人，其實是甲羅武德王國已經沒落的貴族歇塔康納家族的唯一倖存者
曾經成功一次從弗雷梅維拉王國手中竊取過特列斯塔爾回祖國，但是第二次竊取行動失敗，並且被艾德加所駕駛的機體阿迪拉德坎伯擊敗。
卡爾托斯·伊登·甲羅武德（聲：綿貫龍之介）
甲羅武德王國第一王子。發動大西域戰爭的罪魁禍首。因為受到甲羅武德王國的2/4軍力被殲滅和『西方諸國』的各國從四面八方的進攻而過度的刺激倒下了。
克里斯托瓦爾·哈斯洛·甲羅武德（聲：千葉進步）
甲羅武德王國第二王子。負責侵攻克沙佩加王國的指揮，親自駕駛着幻晶騎士奔赴前線。於動畫第11集戰死。相當看不起弗雷梅維拉王國的人，稱他們為乡下土包子
卡特莉娜·卡蜜拉·甲羅武德（聲：櫻井浩美）
甲羅武德王國第一王女，克里斯托瓦爾的姐姐。與擅長戰鬥的弟弟不同，發揮着優秀的政治才能，在克沙佩加王國原首都戴凡庫爾的城堡裡被逮捕。
古斯塔沃·馬多尼斯（聲：松風雅也）
多羅提歐的養子。擁有好戰而粗暴的性格。對劍感到着迷，給愛機劍客裝備了多到過剩的劍。於動畫第13集與克沙佩加與弗雷梅維拉聯軍一戰，戰敗後撤退回甲羅武德王國，並率領鉛骨騎士團擊退因甲羅武德王國在大西域戰爭失利後趁機混水摸魚的西方諸國的軍隊。
多羅提歐·馬多尼斯（聲：稻田徹）
負責對年幼的克里斯托瓦爾進行教育的老練騎士。在克沙佩加侵攻之時以參謀的身份來到前線。於動畫第13集最終被艾爾駕駛的斑鳩和奇德的支援下，與於飛龍戰艦一同墜毀而戰死。
奥拉西欧·高加索（聲：中村悠一）
原本是甲羅武德王國的技術人員。使用一族的秘藏技術，在王國的協助下完成了飛空船。於動畫第13集飛龍戰艦被打倒墜毀後，駕駛著自身專用的逃生船，帶著自己一族的秘藏技術，打算尋找下一個能為其效力的國家。

### 克沙佩加王國
馬蒂娜·歐魯特·克沙佩加（聲：田中敦子）
大公妃；安布羅斯的女兒，嫁到克沙佩加王國。雖然遭逢亡國的危機，但不論何種狀況都展示出剛毅的舉動。
伊莎朵拉·亞達莉娜·克沙佩加（聲：朝井彩加）
馬蒂娜的女兒。有着可靠的性格，與埃莉諾形成對比。會對沒有身為王女自覺的埃莉諾加以斥責。
埃莉諾·米蘭妲·克沙佩加（聲：田村由香里）
克沙佩加王國的公主，是國王奧古斯狄·瓦利歐·克沙佩加的女兒，藉由銀鳳騎士團幫助下成功打退甲羅武德軍取回克沙佩加王的部分領地，並且重新登基為新生克沙佩加王國的女王。暗戀奇德，在奇德被埃姆里思拖去浮遊大陸時還變得情緒不穩定
奧古斯狄·瓦利歐·克沙佩加（聲：堀秀行）
克沙佩加王國的國王，在甲羅武德侵略戰爭中戰死。
费南多
克沙佩加王國的大公；奧古斯狄·瓦利歐·克沙佩加的弟弟和馬蒂娜·歐魯特·克沙佩加的丈夫，在甲羅武德侵略戰爭中戰死。

## 登場機體

### 弗雷梅維拉王國
伊迦爾卡（斑鳩）（IKARUGA）
艾爾搭乘的機體，專屬於艾爾的專用機。擁有地表最強的戰鬥力，也是史上最強的缺陷機。其魔力轉換爐使用陸皇龜與女王殼獸（Web版中只有使用陸皇龜）的觸媒結晶做成，魔力回復功率極度強大，裝備魔導噴流推進器可實現高速飛行能力。
背部有四具強化輔助臂，與主手臂有相當的性能可協同攻擊，並且內藏具有魔導噴射功能的鋼索錨並編有暴炎魔法術式，可作為中距離武器攻擊。同時配有六把獨特武裝「銃裝劍」，內置超高功率的魔導兵裝「轟炎騎槍」，並且以壓倒性的魔力實施強化魔法，使其可以用作近戰武裝，是一種可以根據場合切換近戰武裝與遠戰魔導兵裝。
同時兼具近、中、遠戰的多樣化戰鬥能力，並且同時擁有高機動的移動能力與高威力的破壞力。然而雖然有壓倒性的戰鬥力，卻因為裝備兩個魔力轉換爐而造成平衡性極差，並且全機構造以網狀結晶組成而非像卡迪托雷那樣為了提高操作性而犧牲力量，而且裝備太多而操作極為困難，而艾爾還特地將其設計成類似前世的電腦鍵盤式操縱法，因此除了艾爾以外其他人連控制步行都難以辦到。

厄爾坎伯（EARLECUMBER）
艾德加搭乘的機體。以舊世代機薩羅德雷亞為基礎，被萊西亞拉的學生改良而成的純白騎士。在「卡札德修事變」中因與駕駛特列斯塔爾的凱希爾交戰而毀損。
阿迪拉德坎伯（ERLEDYRADCUMBER）
以卡迪托雷為基礎改造出來的新型機，外貌仿造厄爾坎伯。輔助臂增長一節並裝備可變形的裝甲盾牌，並且盾牌內也藏有魔導兵裝，是一架攻守兼備的新型機。
古耶爾（GUYALE）
迪特里希搭乘的機體。以舊世代機薩羅德雷亞為基礎的改良型。二刀流，不持盾，重視攻擊性能。
古耶爾·改
在古耶爾因為艾爾進行的戰鬥而強烈毀損之後，修復的同時也進行了各種改造，改用絞線型結晶質肌肉並加裝背部輔助臂，成為特列斯塔爾的同型機。
古拉林德（GUYALERINDE）
以卡迪托雷為基礎改造的新機型，外貌仿造古耶爾。兩肩加裝具有護盾功能且靈活性高的魔導噴流推進器以提高機動性，同時也加裝電擊兵裝強化攻擊。
幻晶甲冑
摩托比特型
是艾爾、阿奇德及亞黛爾楚三人使用的幻晶甲冑。雖然學園中也有量產數架，但是由於操作困難因此乏人問津。
摩托力特型
以摩托比特型為基礎，加裝小型魔導演算機的改良型。幻晶騎士鍛造師所使用的基本型。學園中也有量產數架。
夏多拉特
被稱作「隱形幻晶甲胄」的最新型幻晶甲冑，是為了藍鷹騎士團而特地改良出來的量產機。將外表塗裝成迷彩並且進行噪音處理，因此適合機密行動。
重機動工房
達維自己改造的摩托力特，加裝了輔助手臂後將工匠所需的裝備全部配備在身上的個人專用的鍛造型甲冑，因為加裝了許多物件而始的體型比一般的摩托力特要來的大。
空降甲胄
是席爾斐亞涅和多耶迪亞涅兩種完全飛行型幻晶騎士所專用的幻晶甲冑
特兰德奥凯斯
海薇搭乘的機體。以舊世代機薩羅德雷亞為基礎改良的幻晶騎士。在機體損壞之後，被改造成了第一架的特列斯塔爾。
特列斯塔爾（TELLESTARLE）
艾爾初次制造的新型模型機，最初是由海薇搭乘的機體改造而來，作為第一架新型的模型機。
擁有加達托亞1.5倍以上的功率並且裝有背式武裝，但是因為功率太高而成為極難駕馭的烈馬，同時魔力消耗速度也比以往快上一倍，無法長時間作戰，只能以外掛式的板狀結晶強行增加魔力儲存量，但卻也嚴重破壞了平衡性。最後被甲羅武德王國的銅牙騎士團搶走一架。
薩羅德雷亞
加達托亞前一世代的主力量產機。從第一線退下後，被轉讓給了萊西亞拉騎操士學園等處。
加達托亞（KARRDATOR）
弗雷梅維拉王國制式量產機。設想與多種魔獸的戰鬥，兼備優秀的泛用性與高操作性。
加達托亞·達修（踐踏者）
國立幻晶騎士開發研究工房研究特列斯塔爾的設計後，製造出的先行模型機。相較於特列斯塔爾，減少網狀結晶將其功率壓制到舊型3成以上，藉以達到壓制魔力消耗與提高操作性，同時增加了魔力儲存式裝甲，提高防禦力並且改善了平衡問題。
卡迪托雷（KARRDETOLLE）
國立機操開發研究工房與銀鳳騎士團模擬戰之後，將达修進行細部改良後完成的量產型機體作品。
海曼沃特
朱兔騎士團的團長專用機。是比加達托亞大上一號的重量机。
澤多爾各（TZENDORG）
阿奇德及亞黛爾楚兩人搭乘的機體，是以高速戰鬥為目的製作出的人馬型機。
澤多林布爾（TZENDRINBLE）
以澤多爾各為雛形，國立幻晶騎士開發研究工房將操作系统改為單人駕駛的人馬型幻晶騎士後的量產機。但是因為體積龐大而使用兩個魔力轉換爐的關係，造價極高，因此基本上除了銀鳳騎士團以外幾乎沒人願意引進。之後為了對付甲羅武德王國的飛空船，艾爾開發出垂直投射式連發投槍器給澤多林布爾裝備
托伊博克斯（玩具箱）（TOYBOX）
斑鳩完成之前的艾爾的專用機體。以加達托亞作為基礎加以改造的實驗機體，最初為了實驗魔導噴流推進器而嚴重毀損，維修之後將其改造成特列斯塔爾的同型機，並且為了維持魔力而裝設了兩個魔力轉換爐。
因為在有限的人形機體上強行加裝了第二個魔力轉換爐的關係，不但造成平衡惡劣，並且因為機體原本設計的限制，不管是新增的魔力轉換爐亦或是魔導噴流推進器都造成機體本身極大負擔，因此除了魔力消耗問題以外其能力甚至不如特列斯塔爾，不過如果只是要作為魔力輸出卻極為可靠，可以輕易的使用超高功率的魔導兵裝「轟炎騎槍」。
雷帝斯·奧爾·維拉
弗雷梅維拉王國的國王專用機，坐落於王座後方的金黃色幻晶騎士。之後被艾爾加裝背式武裝等的基本新型配備。
戈德力歐（金獅）（GORDESLEO）
埃姆里思搭乘的機體，弗雷梅維拉王國的王家専用機。在本人要求之下被造成了一台力量至上的幻晶騎士，加裝了強力的魔導兵裝“獸王咆哮”，但是威力高昂的代價便是魔力的大幅消耗，並且使用時需要時間準備。
锡巴泰格（銀虎）
先王安布羅斯搭乘的機體，戈德力歐的兄弟機，弗雷梅維拉王國的王家専用机，基本上除了顏色和裝飾以外跟戈德力歐並沒有任何不同。
對空衝角艦
是為了對付飛龍戰艦，艾爾和達維等人將俘虜到的甲羅武德王國的飛空船所改造而成的空戰戰艦並加裝魔導噴流推進器作為移動手段

是國立機操開發研究工房以銀鳳騎士團從大西域戰爭中所帶回的源素浮揚器資料並開發出來的飛空船，主要任務是運輸貨物和人員。而最初量產的飛空船只部署到近衛騎士團
席爾斐亞涅（SYRPHIRNE）
亞黛爾楚搭乘的飛行機體。由艾爾開發出來的世上第一架完全飛行型幻晶騎士，是上半身為人下半身為魚的人魚型幻晶騎士。其操縱方式採用了澤多林布爾，搭載了小型源素浮揚器並且以魔導噴流推進器作為移動手段，配有長槍、背式武裝、魔導短槍等武裝。
多耶迪亞涅
國立幻晶騎士開發研究工房以席爾斐亞涅為原型，修改了結構與外型後所造出來的飛行型騎士的先行模型量產機。國立機操開發研究工房先製造十架來進行實機演練，之後進行護衛飛空船的任務並討伐决斗级魔獸後而根據這些戰鬥數據進行細部改良後正式量產，成為紫燕騎士團的制式量產機。
飛翼母船 出雲
是銀鳳騎士團所開發的飛空船，以運用空戰特化型機為前提所設計，體積異常龐大，并且拥有多達一個飛翔骑士中隊（十架機體）的破格搭载量。

### 甲羅武德王國
温德帕达拉
甲羅武德王國的潜入用特殊機體。重視隠密性，將軽量化和静音性特化到了極限。
狄蘭托（黑騎士）（TYRANTOR）
黑顎騎士團員搭乘的機體，是一台完全體現了「重武裝、高輸出」概念的機體，大部分技術採用了銅牙騎士團搶來的特列斯塔爾。
劍客
古斯塔沃搭乘的機體，全身上下背負了數十把劍的異樣機體。部分技術採用了銅牙騎士團搶來的特列斯塔爾。
阿凱羅力克斯（ALKELORIX）
克里斯托瓦爾和卡特莉娜搭乘的機體，甲罗武德王国的王族専用量產機，是甲罗武德王国军的旗机。在花費大量資金建造下擁有甲羅武德軍的最強性能，部分技術採用了銅牙騎士團搶來的特列斯塔爾。
死者之劍
古斯塔夫的機體由阿凱羅力克斯改裝而成。古斯塔夫與迪特里希戰鬥後劍客嚴重毀損，卡特莉娜為了戰勝克沙佩加與銀鳳騎士團而將自己的阿凱羅力克斯賜與古斯塔夫。
飛空船
由甲羅武德王國開發的這個世界最初的實用航空戦力。其源素浮揚器的開發，完全顛覆了過去所有的戰略概念。
飛龍戰艦（維維爾）
由奧拉西歐一手製造出來的空戰戰艦，將13架幻晶騎士作為武裝組裝至戰艦上，但是卻一度因為重量過重而無法在戰場上靈活反應而一度封存，直到見識了伊迦爾卡的魔導噴流推進器後將其技術吸收，才得以成為完成品。
維滕多拉
銅牙騎士團配備的機體，以特列斯塔爾的技術改造温德帕达拉後的機體。由於機體極度輕量化並且使用繩索型結晶的關係，移動速度極快短距離移動速度甚至不下於澤多林布爾。
貝羅奇諾斯（VEYLOCINOS）
凱希爾搭乘的機體。以維滕多拉的基礎上增加了尖爪裝背式武裝。

### 克沙佩加王國
雷斯瓦恩特
克沙佩加王國軍搭乘的機體，因為防禦力不佳被敵對的甲羅武德王國軍戲稱為「稻草人」。
雷斯瓦恩特·維多
以雷斯瓦恩特為基礎，所製造出的先行模型机。
由於近身戰中難以對抗狄蘭托而且迫於戰爭中時間不足以大量生產新型機，因此在艾爾的提議下將舊型的雷斯瓦恩特加以改造而成。不改造內部結構，而是只增加背式武裝，藉此提高遠戰能力，與此同時藉由魔力儲存式裝甲所構成的追加裝甲『華爾披風』確保大量魔力儲蓄量，使其成為遠戰用的特化機。
雷馮提亞
為了對抗狄蘭托而在銀鳳騎士團的援助下所造就的新生克沙佩加王國的新型量產機，外型上沿用了雷斯瓦恩特而內部與配備則使用網狀結晶以及背式武裝的基本配備。
之後為了對付甲羅武德王國的飞空船，雷馮提亞也衍生出另類版本，是將背式武裝更換成单發式魔导飞枪投枪器，而其魔导飞枪投枪器的構造與泽多林布尔所装备的垂直投射式连发投枪器是相同的，为了与原本的机体作区别，此機體被稱為投枪战特化型机
卡尔托加·欧尔·克谢尔
克沙佩加王國的國王機。在甲羅武德王國軍侵略克沙佩加的王都戴凡高特時毀於跟第二王子的決鬥。
卡爾託加·歐爾·克謝爾二世
卡尔托加·欧尔·克谢尔重建的後繼機並加裝使用網狀結晶以及背式武裝的基本配備，雙座式，埃莉諾搭乘的國王機(因埃莉諾女王不會駕駛幻晶騎士，實際操作由伊莎朵拉進行，所以裡面是雙座式)。
黄金鬣号
克沙佩加王國所製造的高速飛空船，並以魔導噴流推進器作為移動手段，外表宛如利剑般铮亮锋利的剑

## 騎士團

### 弗雷梅維拉王國
銀鳳騎士團
弗雷梅維拉王國所屬騎士團之一，國王直屬的騎士團，由弗雷梅維拉王國第10代國王安布羅斯為了艾爾涅斯帝而設立。其特殊性獨立於其他騎士團，全團的所有人都是為了艾爾一人而聚集起來，其被賦予的使命為開發新型幻晶騎士，但是與其說是給予騎士團的職責不如說是給予艾爾的任務，同樣的艾爾的戰歷也可以說是全團所有人的戰歷。
因全團都是與艾爾同期畢業的同窗或早幾屆的前輩以及晚幾屆的後輩，因此全團的最為年長的也不過才20歲出頭，即使把整備人員算在內，全團也不過百人左右，是一支由少數年輕人所組成的騎士團。三位中隊長曾經對抗過師團級（陸皇龜）魔獸後倖存，騎士團成立之後首次出征便是掃蕩旅團級（殼獸遷移）魔獸災厄，以外援方式參與過大西域戰爭，將幾乎已經支配克沙佩加的甲羅武德軍擊退，全員都是真正的歷戰的猛者。其成長故事甚至被寫作成書，並且被製作成了戲劇。
團內設立三支中隊，但雖說是中隊（十架）規模，卻因使用了各種新式裝備以及身經百戰的團員們，每支中隊的戰力都足以匹敵其他騎士團的全體戰力，被稱為王國最強騎士團。因為戰功彪榜，成為了所有新畢業的騎操士們的憧憬，然而因為其特殊性的關係，並沒有特別招聘新人入團，團內也從未有人脫離。
由於第十一代國王里奧塔莫思因為擔心銀鳳的暴衝行動，並且為了讓艾爾能更專注的進行騎士的開發，最終決定設立兩支新騎士團。將銀鳳的三位中隊長升任為團長＆副團長，至此銀鳳的主要戰力幾乎被抽離，團內幾乎只剩鍛造師。不過考慮到銀鳳是作為其根源並且訓練新進騎士的場所，實際而言艾爾可調動的騎士戰力反而遠比過去來的更多。
藍鷹騎士團
弗雷梅維拉王國所屬騎士團之一。國王直屬的騎士團，負責情報方面的作戰，因為全員配有委託銀鳳所開出來的最新型的幻晶甲冑而擁有優秀的對人戰能力，在擾亂、游擊、潛入、地區鎮壓、治安維護等作戰中都有著極為卓越的戰績。
朱兔騎士團
弗雷梅維拉王國所屬騎士團之一。隸屬於迪斯寇德公爵。在甲羅武德王國策畫的卡札德修事變中受到了嚴重的打擊。
緋犀騎士團
弗雷梅維拉王國所屬騎士團之一。隸屬於塞拉帝侯爵。
阿爾馮斯（騎士團）
弗雷梅維拉王國所屬騎士團之一。屬於守護騎士團的地區分支，專職守護森都的騎士團，可由森都的門衛調配。
揚圖寧騎士團
弗雷梅維拉王國所屬騎士團之一。屬於守護騎士團的地區分支，專職守護中央都市揚圖寧。
近衛騎士團
弗雷梅維拉王國所屬騎士團之一。國王直屬的騎士團，負責王都的守衛。
紫燕騎士團
弗雷梅維拉王國所屬騎士團之一。國王直屬的騎士團，艾爾開發出完全空戰特化型時所設立，全體採用空戰用的多耶迪亞涅，銀鳳騎士團下所屬新騎士團也是弗雷梅維拉王國第一隻空戰騎士團，負責守護運送物資的飛空船的。
因為空戰機才剛開發完成，因此所有團員都仍在訓練中，所以現今為銀鳳的附屬騎士團，未來預計將會獨立。
白鷺騎士團
從銀鳳分離出來的分之騎士團，團長為艾德加，副團長為海薇。
紅隼騎士團
從銀鳳分離出來的分之騎士團，團長為迪特里希。

### 甲羅武德王國
銅牙騎士團
甲羅武德王國所屬騎士團之一，專門潛入其他國家暗中行動，可能以竊盜及暗殺為主而行動的騎士團，但是再第二次對弗雷梅維拉軍進行竊取時失敗收場，因此整團遭受弗雷梅維拉軍（銀鳳騎士團）殲滅。
鉛骨騎士團
甲羅武德王國所屬騎士團之一。主要任務駐守甲羅武德王國國內。
黑顎騎士團
甲羅武德王國所屬騎士團之一。全體駕駛狄蘭托的甲羅武德精銳部隊。整團因遭受弗雷梅維拉軍（銀鳳騎士團）和新生克沙佩加王國的聯合攻勢下幾乎慘遭全滅，剩餘殘部則返回甲羅武德王國國內。
鋼翼騎士團
甲羅武德王國所屬騎士團之一。以飛空船為主體搭配狄蘭托空降的部隊。整團因遭受弗雷梅維拉軍（銀鳳騎士團）和新生克沙佩加王國的聯合攻勢下幾乎慘遭殲滅，少數殘部則返回甲羅武德王國國內。

## 用語

### 國家
弗雷梅维拉王国
是位於澤特蘭德大陸中央『歐比涅山』的東側的唯一一個人類國家，因這個國家與魔獸們的領域——博庫斯大樹海接壤，自然成了與來自樹海的魔獸們戰鬥的最前線。而為了對抗國內四處出沒的魔獸，該國還擁有許多騎士，並以身為保衛西方諸國和人類之盾一事為榮，其人民自稱為『騎士之國』。
甲羅武德王國
位於澤特蘭德大陸中央『歐比涅山』西側的『西方諸國』中名震一方的大國。因銅牙騎士團從弗雷梅维拉王国偷走一架特列斯塔爾並得到背後武裝等技術和飛空船投入，並向『西方諸國』發動大西域戰爭先攻下羅卡爾國家聯盟，再攻下克沙佩加王國首都和大部分國境，但因弗雷梅维拉王国秘密派遣銀鳳騎士團，在其幫助下成功打退甲羅武德軍並重新取回克沙佩加原有的部分領地，新生克沙佩加軍與銀鳳騎士團聯盟也漸漸從甲羅武德王國手中收復原本失去的領地，為了挽回趨勢甲羅武德王國投入新兵器飛龍戰艦，與其一戰後銀鳳騎士團也損傷不少，雙方因此暫時以平手收場，等待下一次再交戰。
而新生克沙佩加王國的女王打算親自帶軍親征想奪回克沙佩加王國原本的首都戴凡庫爾及剩餘被甲羅武德軍所佔領的領地以及攻略甲羅武德軍的飛龍戰艦，並與銀鳳騎士團聯盟成聯軍，因此克沙佩加與弗雷梅维拉聯軍和新空戰戰艦多耶迪亞涅將與甲羅武德軍和飛龍戰艦在戴凡庫爾的四方盾要塞決一死戰，戰爭即將一觸即發。
經過一場大戰後，甲羅武德軍的飛龍戰艦墜毀同時甲羅武德軍全軍節節敗退，殘餘的士兵們只能默默撤退回甲羅武德王國，因此新生克沙佩加王國終於順利取回原首都戴凡庫爾，甲羅武德王國的2/4軍力因銀鳳騎士團與新生克沙佩加王國的幻晶騎士和新兵器而被殲滅，讓『西方諸國』的各國覬覦甲羅武德王國這塊肥肉，並從四面八方攻取甲羅武德王國的領土，但因駐守甲羅武德王國國內的鉛骨騎士團捨身奮戰，嘗試侵略的各國都在最後關頭失敗，不得不放棄他們的野心，才使大西域戰爭也劃上休止符。甲羅武德王國因在侵略克沙佩加王國失敗後元氣大傷，之後又遭到其他西方諸國圍攻導致國力大幅衰退。
克沙佩加王國
位於澤特蘭德大陸中央『歐比涅山』西側的『西方諸國』中的大國。
國家首都因甲羅武德軍的襲擊，而暫時支離破碎散佈於附近的小鎮村莊，藉由銀鳳騎士團幫助下成功打退甲羅武德軍並重新取回克沙佩加原有的部分領地，新生克沙佩加軍與銀鳳騎士團聯盟也漸漸從甲羅武德王國手中收復原本失去的領地，但再一次遇到甲羅武德軍時，這次甲羅武德軍有新兵器飛龍戰艦，與其一戰後銀鳳騎士團也損傷不少，雙方因此暫時以平手收場，等待下一次再交戰。
新生克沙佩加王國的女王打算親自帶軍親征，為了奪回克沙佩加王國原本的首都戴凡庫爾及剩餘被甲羅武德軍所佔領的領地以及攻略甲羅武德軍的飛龍戰艦，並與銀鳳騎士團聯盟成聯軍，因此克沙佩加與弗雷梅维拉聯軍和新空戰戰艦多耶迪亞涅將與甲羅武德軍和飛龍戰艦在戴凡庫爾的四方盾要塞決一死戰，戰爭即將一觸即發。
經過一場大戰後，甲羅武德軍的飛龍戰艦墜毀同時甲羅武德軍全軍節節敗退，殘餘的士兵們只能默默撤退回甲羅武德王國，因此新生克沙佩加王國終於順利取回原首都戴凡庫爾，大西域戰爭也劃上休止符。
羅卡爾國家聯盟
位於澤特蘭德大陸中央『歐比涅山』西側的『西方諸國』中的相对于甲罗德和克沙佩加的小国家组成的联盟。
被甲羅武德王国击破中。但在甲羅武德王國失去了2/4軍力後是否復國就不明
孤獨的十一國

## 出版書籍

### 輕小說
| 集數 | 主婦之友社→Imagica Infos | 主婦之友社→Imagica Infos | 東立出版社     | 東立出版社             |
| 集數 | 發售日期                 | ISBN                     | 發售日期       | ISBN                   |
| ---- | ------------------------ | ------------------------ | -------------- | ---------------------- |
| 1    | 2013年2月28日            | ISBN 978-4-07-288159-0   | 2014年5月19日  | ISBN 978-986-348-858-3 |
| 2    | 2013年6月30日            | ISBN 978-4-07-289667-9   | 2015年1月8日   | ISBN 978-986-382-553-1 |
| 3    | 2013年10月31日           | ISBN 978-4-07-292729-8   | 2015年5月25日  | ISBN 978-986-431-335-8 |
| 4    | 2014年5月31日            | ISBN 978-4-07-296348-7   | 2016年10月27日 | ISBN 978-986-482-106-8 |
| 5    | 2015年4月30日            | ISBN 978-4-07-412412-1   | 2017年4月24日  | ISBN 978-986-482-832-6 |
| 6    | 2016年4月30日            | ISBN 978-4-07-416172-0   | 2017年8月21日  | ISBN 978-986-486-579-6 |
| 7    | 2017年3月25日            | ISBN 978-4-07-424154-5   | 2017年12月4日  | ISBN 978-957-965-206-3 |
| 8    | 2017年9月30日            | ISBN 978-4-07-427900-5   | 2018年11月5日  | ISBN 978-957-261-347-4 |
| 9    | 2018年10月31日           | ISBN 978-4-07-435471-9   | 2019年10月14日 | ISBN 978-957-263-023-5 |
| 10   | 2020年9月30日            | ISBN 978-4-07-445630-7   | 2021年6月21日  | ISBN 978-957-266-370-7 |
| 11   | 2021年11月29日           | ISBN 978-4-07-450520-3   | 2022年12月5日  | ISBN 978-957-269-174-8 |

### 漫畫
| 卷數 | 史克威爾艾尼克斯 | 史克威爾艾尼克斯       | 東立出版社     | 東立出版社             |
| 卷數 | 發售日期         | ISBN                   | 發售日期       | ISBN                   |
| ---- | ---------------- | ---------------------- | -------------- | ---------------------- |
| 1    | 2016年9月24日    | ISBN 978-4-7575-5108-4 | 2020年6月8日   | ISBN 978-957-26-4929-9 |
| 2    | 2017年3月23日    | ISBN 978-4-7575-5254-8 | 2021年11月11日 | ISBN 978-957-26-4930-5 |
| 3    | 2017年6月24日    | ISBN 978-4-7575-5389-7 | 2023年11月3日  | ISBN 978-957-26-4931-2 |
| 4    | 2017年9月25日    | ISBN 978-4-7575-5484-9 |                |                        |
| 5    | 2018年3月24日    | ISBN 978-4-7575-5670-6 |                |                        |
| 6    | 2018年7月25日    | ISBN 978-4-7575-5792-5 |                |                        |
| 7    | 2018年11月24日   | ISBN 978-4-7575-5919-6 |                |                        |
| 8    | 2019年3月25日    | ISBN 978-4-7575-6071-0 |                |                        |
| 9    | 2019年7月25日    | ISBN 978-4-7575-6213-4 |                |                        |
| 10   | 2019年11月25日   | ISBN 978-4-7575-6400-8 |                |                        |
| 11   | 2020年3月25日    | ISBN 978-4-7575-6573-9 |                |                        |
| 12   | 2020年7月22日    | ISBN 978-4-7575-6765-8 |                |                        |
| 13   | 2020年11月25日   | ISBN 978-4-7575-6955-3 |                |                        |
| 14   | 2021年3月25日    | ISBN 978-4-7575-7166-2 |                |                        |
| 15   | 2021年7月26日    | ISBN 978-4-7575-7385-7 |                |                        |
| 16   | 2021年11月25日   | ISBN 978-4-7575-7594-3 |                |                        |
| 17   | 2022年3月25日    | ISBN 978-4-7575-7836-4 |                |                        |

## 電視動畫
2017年7月2日由AT-X、東京都會電視台、日本BS放送播放。

### 製作人員
- 原作：天酒之瓢（日语：天酒之瓢）
- 原作插畫、幻晶騎士設計：黑銀
- 監督：山本裕介[5]
- 系列構成：橫手美智子[5]
- 劇本：橫手美智子、木村暢
- 角色設計：桂憲一郎（日语：桂憲一郎）[5]
- 總作畫監督：桂憲一郎、福永智子、山田裕子
- 特效作畫監督：梅田貴嗣
- 機械設計：天神英貴
- 概念設計：宮武一貴（日语：宮武一貴）、岸田隆宏
- 道具設計：入江篤
- 美術監督：益田健太
- 美術設定：藤井一志
- 色彩設計：藤木由香里
- 2D設計：荒木宏文
- CG監督：井野元英二（日语：井野元英二）
- 3DCG：Orange Co.,Ltd.（日语：オレンジ (アニメ制作会社)）
- 攝影監督：佐藤洋
- 編輯：內田惠
- 音響監督：明田川仁
- 音樂：甲田雅人（日语：甲田雅人）
- 動畫製作：8bit[5]
- 製作：騎士&魔法製作委員會[5]

### 主題曲
| 片頭曲「Hello!My World!!」 作詞：林英樹 作曲：佐藤純一 編曲：fhána、A-bee 主唱：fhána | 片尾曲「You & I」（ユー&アイ） 作詞：中村彼方 作曲、編曲：秋浦智裕（onetrap） 主唱：大橋彩香 |

### 各話列表
| 話數   | 英文標題         | 中文標題   | 劇本       | 分鏡              | 演出     | 作畫監督                                                          | 改編原作小說 |
| ------ | ---------------- | ---------- | ---------- | ----------------- | -------- | ----------------------------------------------------------------- | ------------ |
| 第1章  | Robots & Fantasy | 機甲與魔法 | 橫手美智子 | 山本裕介          | 中山敦史 | 桂憲一郎                                                          | 第1卷        |
| 第2章  | Hero & Beast     | 英雄與魔獸 | 橫手美智子 | 笹木信作          | 重原克也 | 谷川政輝、八尋裕子                                                | 第1卷        |
| 第3章  | Scrap & Build    | 廢鐵與重塑 | 橫手美智子 | 山本裕介          | 森義博   | 山內則康、梶浦紳一郎 木下由美子、猿渡聖加                         | 第1卷        |
| 第4章  | Light & Shadow   | 光明與陰影 | 橫手美智子 | 河本昇悟          | 守奏佑   | Won chang hee                                                     | 第2卷        |
| 第5章  | Hide & Seek      | 隱匿與追蹤 | 橫手美智子 | 笹木信作          | 重原克也 | 酒井秀基、中島美子 小島彰                                         | 第2卷        |
| 第6章  | Trial & Error    | 調試與報錯 | 木村暢     | 河本昇悟          | 中山敦史 | 米澤優、谷川政輝                                                  | 第2卷        |
| 第7章  | New & Old        | 新與舊     | 木村暢     | 小島正士          | 森義博   | 梶浦紳一郎、山內則康 猿渡聖加                                     | 第3卷        |
| 第8章  | Secret & Quest   | 秘密與探索 | 木村暢     | 河本昇悟          | 名和宗則 | 八木澤修平、菊池康仁 入江篤、梅田貴嗣 山本真理子、酒井秀基 佐藤好 | 第3卷        |
| 第9章  | Force & Justice  | 武力與正義 | 橫手美智子 | 笹木信作          | 藤代和也 | 飯飼一幸、服部憲知 鰐淵和彦、Kim Myung Sim                        | 第4卷        |
| 第10章 | War & Princess   | 戰爭與公主 | 橫手美智子 | 齋藤哲人          | 重原克也 | 小島彰、小菅和久 柴田篤史、谷川政輝 望月俊平、山中正博            | 第4卷        |
| 第11章 | Hit & Away       | 攻擊與遠離 | 木村暢     | 河本昇悟          | 森義博   | 山内則康、猿渡聖加 木下由美子、酒井秀基 柴田篤史、小島彰          | 第5卷        |
| 第12章 | Knight & Dragon  | 騎士與飛龍 | 木村暢     | 小島正士 河本昇悟 | 中山敦史 | 酒井秀基、櫻井拓郎 清水勝祐、中島美子 八木澤修平、山本真理子      | 第5卷        |
| 終章   | Heaven & Earth   | 天與地     | 橫手美智子 | 河本昇悟 山本裕介 | 重原克也 | 入江篤、小島彰 酒井秀基、柴田篤史 谷川政輝、米澤優                | 第5卷        |

### BD
| 卷數 | 發行日期       | 收錄話數      | 規格編號  |
| ---- | -------------- | ------------- | --------- |
| 1    | 2017年10月27日 | 第1話－第4話  | BCXA-1292 |
| 2    | 2017年12月22日 | 第5話－第8話  | BCXA-1293 |
| 3    | 2018年2月23日  | 第9話－第13話 | BCXA-1294 |

## 其他
本作首次參戰超級機器人大戰30（2021年10月28日），與同是異世界為主的《魔法騎士雷阿斯》共演。

## 外部連結
- 成為小說家吧 Knight's & Magic（日語）
- 騎士&魔法 - 漫畫 - YOUNG GANGAN（日語）
- 電視動畫《騎士&魔法》官方網站（日語）
- 《騎士&魔法》電視動畫官方帳戶的X（前Twitter）（日語）
- YouTube上的騎士&魔法播放列表（日語）